# اردهارد کلر
اردهارد کلر (آلمانی: Erhard Keller؛ زادهٔ ۲۴ دسامبر ۱۹۴۴) شناگر اهل آلمان است.